# Anders Gabriel Schelin
Anders Gabriel Schelin, född 11 oktober 1765 i Slaka socken, död 2 maj 1831 i Vists socken, var en svensk präst.

## Biografi
Anders Gabriel Schelin föddes 11 oktober 1765 i Slaka socken. Han var son till komministern Gabriel Schelin och Margareta Christina Widén. Schelin studerade i Linköping och blev höstterminen 1784 student vid Uppsala universitet. Han prästvigdes 4 december 1790 till brukspredikant på Överum och blev 13 februari 1793 subkantor vid Linköpings trivialskola. Schelin blev 21 maj 1794 komminister i S:t Laurentii församling, Söderköping, med tillträde 1795, och avlade pastoralexamen 3 december 1797. Han blev 1 juni 1808 vice pastor och 5 april 1809 kyrkoherde i Vists församling, med tillträde samma år. Den 16 november 1822 blev han prost. Han avled 2 maj 1831 i Vists socken.
Ett porträtt av Schelin hänger i Vists kyrkoherdebostad.

### Familj
Schelin gifte sig första gången 22 september 1795 med Hedvig Jancke (1748–1815). Hon var dotter till borgmästaren Johan Jancke och Regina Mobäck i Linköping.
Schelin gifte sig andra gången 18 september 1816 med Maria Catharina Lunnerqvist (född 1784). Hon var dotter till kyrkoherden i Östra Hargs socken. De fick tillsammans barnen Christina Lovisa, Anna Charlotta (1818–1841), Maria Sophia (född 1821) och Carolina Ulrica (född 1823).